# Плимът (Калифорния)
Вижте пояснителната страница за други значения на Плимът.
Плимът (на английски: Plymouth) е град в окръг Амадор, щата Калифорния, САЩ. Плимът е с население от 993 жители (по приблизителна оценка от 2017 г.) и обща площ от 2,4 km². Намира се на 330 m надморска височина. ЗИП кодовете му са 95669, а телефонният му код е 209.